# Englische Cricket-Nationalmannschaft in Bangladesch in der Saison 2009/10
Die Tour der englischen Cricket-Nationalmannschaft nach Bangladesch in der Saison 2009/10 fand vom 28. Februar bis zum 24. März 2010 statt. Die internationale Cricket-Tour war Teil der internationalen Cricket-Saison 2009/10 und umfasste zwei Test Matches und drei ODIs. England gewann die Testserie 2-0 und die ODI-Serie 3-0.

## Vorgeschichte
England spielte zuvor eine Tour gegen Pakistan, Bangladesch in Neuseeland. Das letzte Aufeinandertreffen der beiden Mannschaften bei einer Tour fand in der Saison 2005 in England statt.
Kurz vor Beginn der Test-Serie erklärte der bangladeschische Spieler Raqibul Hasan seinen Rücktritt vom internationalen Cricket, weil er mit seiner Stellung im Team unzufrieden war. Eine Woche später erklärte er seinen Rücktritt vom Rücktritt, jedoch wurde sein Vertrag vom bangladeschischen Verband BCB beendet.
Bei dieser Tour übernahm Alastair Cook erstmals die Rolle des Kapitäns im englischen Test- und ODI-Team, eine Rolle, die er ab 2012 vollständig von Andrew Strauss übernahm.

## Stadien
Die folgenden Stadien wurden als Austragungsort ausgewählt.
| Stadion                                | Stadt      | Kapazität | Spiele                  |
| -------------------------------------- | ---------- | --------- | ----------------------- |
| Chittagong Divisional Stadium          | Chittagong | 20.000    | 3. ODI; 1. Test         |
| Sher-e-Bangla National Cricket Stadium | Dhaka      | 26.000    | 1. ODI; 2. ODI; 2. Test |

## Kaderlisten
England benannte seine Kader am 18. Januar 2010.
Bangladesch benannte seinen Test-Kader am 9. März 2010.
| Test | Test | ODI | ODI |
| Bangladesch | England | Bangladesch | England |
| --- | --- | --- | --- |
| - Shakib Al Hasan (K) - Mushfiqur Rahim (vK & wk) - Abdur Razzak - Aftab Ahmed - Enamul Haque - Jahurul Islam - Junaid Siddique - Imrul Kayes - Mahmudullah - Naeem Islam - Rubel Hossain - Shafiul Islam - Shahadat Hossain - Tamim Iqbal | - Alastair Cook (K) - Ian Bell - Tim Bresnan - Stuart Broad - Michael Carberry - Paul Collingwood - Steven Davies (wk) - Steven Finn - Kevin Pietersen - Liam Plunkett - Matt Prior (wk) - Ajmal Shahzad - Graeme Swann - James Tredwell - Jonathan Trott - Luke Wright | - Shakib Al Hasan (K) - Mushfiqur Rahim (vK & wk) - Abdur Razzak - Aftab Ahmed - Imrul Kayes - Junaid Siddique - Mahmudullah - Naeem Islam - Nasir Hossain - Nazmul Hossain - Rubel Hossain - Shafiul Islam - Suhrawadi Shuvo - Tamim Iqbal | - Alastair Cook (K) - Paul Collingwood (vK) - Tim Bresnan - Stuart Broad - Joe Denly - Craig Kieswetter (wk) - Eoin Morgan - Kevin Pietersen - Liam Plunkett - Matt Prior (wk) - Ajmal Shahzad - Ryan Sidebottom - Graeme Swann - James Tredwell - Jonathan Trott - Luke Wright |

## Tour Matches
| 23. Februar Scorecard | Dhaka | England XI 370-7 (50)           | – | Bangladesh Cricket Board XI 258-9 (50) |
|                       |       | England XI gewinnt mit 112 Runs |   |                                        |

| 25. Februar Scorecard | Dhaka | Bangladesh Cricket Board XI 151-8 (37/37) | – | England XI 155-3 (25.2/37) |
|                       |       | England XI gewinnt mit 7 Wickets          |   |                            |

| 7. – 9. März Scorecard | Chittagong | Bangladesch A 202 (70.2) & 362-6d (76) | – | England XI 281-7d (58) & 185-5 (52) |
|                        |            | Remis                                  |   |                                     |

## One-Day Internationals

### Erstes ODI in Dhaka
| 28. Februar Scorecard | Dhaka | Bangladesch 228 (45.4)        | – | England 229-4 (46) |
|                       |       | England gewinnt mit 6 Wickets |   |                    |

### Zweites ODI in Dhaka
| 2. März Scorecard | Dhaka | Bangladesch 260-6 (50)        | – | England 261-8 (48.5) |
|                   |       | England gewinnt mit 2 Wickets |   |                      |

### Drittes ODI in Chittagong
| 5. März Scorecard | Chittagong | England 284-5 (50)          | – | Bangladesch 239-9 (50) |
|                   |            | England gewinnt mit 45 Runs |   |                        |

## Test Matches

### Erster Test in Chittagong
| 12. – 16. März Scorecard | Chittagong | England 599-6d (138.3) & 209-7d (49.3) | – | Bangladesch 296 (90.3) & 331 (124) |
|                          |            | England gewinnt mit 181 Runs           |   |                                    |

### Zweiter Test in Dhaka
| 20. – 24. März Scorecard | Dhaka | Bangladesch 419 (117.1) & 285 (102) | – | England 496 (173.3) & 209-1 (44) |
|                          |       | England gewinnt mit 9 Wickets       |   |                                  |

## Statistiken
Die folgenden Cricketstatistiken wurden bei dieser Tour erzielt.
| Tests           | Tests       | Tests   | Tests   | Tests   | Tests   | Tests   | Tests   | Tests   |
| Batting         | Batting     | Batting | Batting | Batting | Batting | Batting | Batting | Batting |
| Spieler         | Mannschaft  | Spiele  | Innings | Runs    | Average | HS      | 100s    | 50s     |
| --------------- | ----------- | ------- | ------- | ------- | ------- | ------- | ------- | ------- |
| Alastair Cook   | England     | 2       | 4       | 342     | 114,00  | 173     | 2       | 0       |
| Ian Bell        | England     | 2       | 3       | 261     | 130,50  | 138     | 1       | 1       |
| Kevin Pietersen | England     | 2       | 4       | 250     | 83,33   | 99      | 0       | 2       |
| Tamim Iqbal     | Bangladesch | 2       | 4       | 237     | 59,25   | 86      | 0       | 3       |
| Mushfiqur Rahim | Bangladesch | 2       | 4       | 207     | 51,75   | 95      | 0       | 2       |
| Bowling         |             |         |         |         |         |         |         |         |
| Spieler         | Mannschaft  | Spiele  | Overs   | Wickets | Average | BBI     | 5W      | 10W     |
| Graeme Swann    | England     | 2       | 144.4   | 16      | 25,25   | 5/90    | 2       | 1       |
| Shakib Al Hasan | Bangladesch | 2       | 125     | 9       | 38,88   | 4/62    | 0       | 0       |
| Tim Bresnan     | England     | 2       | 83      | 7       | 32,28   | 3/63    | 0       | 0       |
| Abdur Razzak    | Bangladesch | 2       | 95.3    | 7       | 58,42   | 3/132   | 0       | 0       |
| James Tredwell  | England     | 1       | 65      | 6       | 30,16   | 4/82    | 0       | 0       |
| Stuart Broad    | England     | 2       | 79      | 6       | 46,00   | 2/70    | 0       | 0       |

| ODIs             | ODIs        | ODIs    | ODIs    | ODIs    | ODIs    | ODIs    | ODIs    | ODIs    |
| Batting          | Batting     | Batting | Batting | Batting | Batting | Batting | Batting | Batting |
| Spieler          | Mannschaft  | Spiele  | Innings | Runs    | Average | HS      | 100s    | 50s     |
| ---------------- | ----------- | ------- | ------- | ------- | ------- | ------- | ------- | ------- |
| Eoin Morgan      | England     | 3       | 3       | 179     | 89,50   | 110*    | 1       | 0       |
| Alastair Cook    | England     | 3       | 3       | 156     | 52,00   | 64      | 0       | 2       |
| Tamim Iqbal      | Bangladesch | 3       | 3       | 155     | 51,66   | 125     | 1       | 0       |
| Mushfiqur Rahim  | Bangladesch | 3       | 3       | 138     | 46,00   | 76      | 0       | 1       |
| Craig Kieswetter | England     | 3       | 3       | 130     | 43,33   | 107     | 1       | 0       |
| Bowling          |             |         |         |         |         |         |         |         |
| Spieler          | Mannschaft  | Spiele  | Overs   | Wickets | Average | BBI     | 5W      | 10W     |
| Tim Bresnan      | England     | 3       | 28      | 8       | 15,87   | 4/28    | 0       | 0       |
| Graeme Swann     | England     | 3       | 30      | 7       | 17,42   | 3/32    | 0       | 0       |
| Shakib Al Hasan  | Bangladesch | 3       | 30      | 5       | 23,80   | 3/32    | 0       | 0       |
| Abdur Razzak     | Bangladesch | 3       | 30      | 5       | 26,60   | 3/52    | 0       | 0       |
| Stuart Broad     | England     | 2       | 15      | 3       | 26,66   | 2/46    | 0       | 0       |
| Naeem Islam      | Bangladesch | 3       | 23      | 3       | 42,00   | 3/49    | 0       | 0       |

## Player of the Series
Als Player of the Series wurden die folgenden Spieler ausgezeichnet.
| Serie | Player of the Series |
| ----- | -------------------- |
| Test  | Graeme Swann         |
| ODI   | Eoin Morgan          |

### Player of the Match
Als Player of the Match wurden die folgenden Spieler ausgezeichnet.
| Spiel   | Player of the Match |
| ------- | ------------------- |
| 1. ODI  | Tamim Iqbal         |
| 2. ODI  | Eoin Morgan         |
| 3. ODI  | Craig Kieswetter    |
| 1. Test | Graeme Swann        |
| 2. Test | Shakib Al Hasan     |